# Ulrich von der Horst
Ulrich Angelbert von der Horst, född 16 november 1793 i Halberstadt, död 9 maj 1867 i Braunschweig, var en tysk friherre och militär. Han var yngre bror till den preussiske generalen Wilhelm von der Horst.
von der Horst deltog i både preussisk och senare i rysk tjänst i Napoleonkrigen mot Napoleon 1812–1815. Våren 1850 tog han avsked ur preussisk tjänst och inträdde i den schleswig-holsteinska upprorshären som generalmajor. Han förde i slaget vid Isted den 25 juli samma år den brigad, som vid Øvrestolk genombröt den danska brigaden Baggesen. Den 8 december samma år övertog han efter Willisen befälet över den schleswig-holsteinska hären, men uträttade sedan inte någonting av större vikt.